# Alioune Ndour (calciatore 1997)
Alioune Ndour (Dakar, 21 ottobre 1997) è un calciatore senegalese, attaccante del Kristiansund BK, in prestito dallo Zulte Waregem.

## Carriera
Proveniente dagli emiratini del Khor Fakkan, in data 7 giugno 2017 è stato reso noto il suo passaggio ai norvegesi del Florø, all'epoca militanti in 1. divisjon. Ha esordito in squadra l'11 giugno, subentrando a Monir Benmoussa nella sconfitta per 1-0 subita sul campo del Tromsdalen. Il 10 giugno 2018 ha trovato il primo gol con questa maglia, nella vittoria per 2-1 arrivata sullo Strømmen.
Il 4 marzo 2019, Ndour ha firmato un contratto triennale con il Sogndal. Il 31 marzo ha quindi debuttato con la nuova maglia, sostituendo Martin Ramsland e trovando anche la rete in occasione del pareggio casalingo per 1-1 contro il Sandnes Ulf.
L'8 febbraio 2021, l'Haugesund ha ufficializzato l'acquisto di Ndour, che ha firmato un accordo triennale con il nuovo club. Il 24 maggio successivo ha potuto debuttare in Eliteserien, sostituendo Thore Baardsen Pedersen nella partita terminata 0-0 contro lo Stabæk. Il 30 maggio 2021 ha siglato il primo gol nella massima divisione norvegese, nel 4-2 inflitto al Viking.
Il 6 settembre 2022, il giocatore senegalese è passato dall'Haugesund ai belgi dello Zulte Waregem. L'11 settembre ha quindi giocato la prima partita in squadra, nella sconfitta per 2-0 subita in casa del Gent: inizialmente in panchina, ha sostituito Mamadou Sangare nel corso del secondo tempo. Il 18 gennaio 2023 ha trovato il primo gol, nel successo per 2-3 arrivato sul campo dell'Anderlecht.
Il 2 settembre 2024 è passato al Kristiansund BK con la formula del prestito.

## Statistiche

### Presenze e reti nei club
Statistiche aggiornate al 10 ottobre 2024.
| Stagione             | Club                 | Campionato           | Campionato | Campionato | Coppe nazionali | Coppe nazionali | Coppe nazionali | Coppe continentali | Coppe continentali | Coppe continentali | Supercoppe | Supercoppe | Supercoppe | Totale | Totale |
| Stagione             | Club                 | Comp                 | Pres       | Reti       | Comp            | Pres            | Reti            | Comp               | Pres               | Reti               | Comp       | Pres       | Reti       | Pres   | Reti   |
| -------------------- | -------------------- | -------------------- | ---------- | ---------- | --------------- | --------------- | --------------- | ------------------ | ------------------ | ------------------ | ---------- | ---------- | ---------- | ------ | ------ |
| 2017                 | Florø                | 1D                   | 11         | 0          | CN              | 0               | 0               | -                  | -                  | -                  | -          | -          | -          | 11     | 0      |
| 2018                 | Florø                | 1D                   | 25         | 3          | CN              | 1               | 0               | -                  | -                  | -                  | -          | -          | -          | 26     | 3      |
| Totale Florø         | Totale Florø         | Totale Florø         | 36         | 3          |                 | 1               | 0               |                    | -                  | -                  |            | -          | -          | 37     | 3      |
| 2019                 | Sogndal              | 1D                   | 14+1       | 5+0        | CN              | 3               | 0               | -                  | -                  | -                  | -          | -          | -          | 18     | 5      |
| 2020                 | Sogndal              | 1D                   | 23+2       | 9+0        | -               | -               | -               | -                  | -                  | -                  | -          | -          | -          | 25     | 9      |
| Totale Sogndal       | Totale Sogndal       | Totale Sogndal       | 37+3       | 14+0       |                 | 3               | 0               |                    | -                  | -                  |            | -          | -          | 43     | 14     |
| 2021                 | Haugesund            | ES                   | 26         | 7          | CN              | 1               | 0               | -                  | -                  | -                  | -          | -          | -          | 27     | 7      |
| gen.-set. 2022       | Haugesund            | ES                   | 18         | 9          | CN              | 3               | 0               | -                  | -                  | -                  | -          | -          | -          | 21     | 9      |
| Totale Haugesund     | Totale Haugesund     | Totale Haugesund     | 44         | 16         |                 | 4               | 0               |                    | -                  | -                  |            | -          | -          | 48     | 16     |
| set. 2022-2023       | Zulte Waregem        | D1                   | 24         | 6          | CB              | 5               | 2               | -                  | -                  | -                  | -          | -          | -          | 29     | 8      |
| 2023-2024            | Zulte Waregem        | D2                   | 24         | 4          | CB              | 2               | 0               | -                  | -                  | -                  | -          | -          | -          | 26     | 4      |
| lug.-set. 2024       | Zulte Waregem        | D2                   | 3          | 0          | CB              | 0               | 0               | -                  | -                  | -                  | -          | -          | -          | 3      | 0      |
| Totale Zulte Waregem | Totale Zulte Waregem | Totale Zulte Waregem | 51         | 10         |                 | 7               | 2               |                    | -                  | -                  |            | -          | -          | 58     | 12     |
| set.-dic. 2024       | Kristiansund BK      | ES                   | 4          | 2          | CN              | -               | -               | -                  | -                  | -                  | -          | -          | -          | 4      | 2      |
| Totale               | Totale               | Totale               | 172+3+     | 45+0+      |                 | 15              | 2               |                    | -                  | -                  |            | -          | -          | 190+   | 47+    |